# Czigány Károly
Czigány Károly (Veszprém, 1832. október 27. - Kővágóörs, 1893. február 24.) jogász, író.

## Életútja
A négy alsó gimnáziumi osztályt szülőhelyén, az 5. és 6. osztályt a soproni evangélikus líceumban, a 8. és első évi bölcseletet a pápai református kollégiumban, a jogot a pesti egyetemen végezte, majd bírói és ügyvédi vizsgát tett. Azután tisztviselő volt a kaposvári törvényszéknél, később az eszterházi és sümegi járásbíróságnál. 1861-ben alkotmányos szolgabíró, azután gyakorló ügyvéd és később földbirtokos volt Kővágóörsön; a zalai evangélius esperesség világi felügyelőjeként is működött.
Révfülöpi villájában a 19. század utolsó harmadában a vidék társadalmi életének egyik központjának számított. Megfordult itt több író és művész is, köztük Jókai Mór. Társadalmi és bölcseleti kérdésekkel foglalkozó írásait a Balaton környéki, a zalai, a győri és a fővárosi lapokban publikálta. Révfülöp fürdőteleppé történő kialakításáért sokat tett. 1912-ben emlékoszlopot emelt számára a Balatoni Szövetség, melyet közadakozásból állítottak fel. A révfülöpi helytörténeti gyűjteményben megtalálható több kézirata.
1875-ben jelent meg: Szerény üdvözlet Jókai Mór 50 éves jubileumára, ad notam Gvadániy (Hon és Zala); ezután számos lélektani, társadalmi és politikai cikket írt a következő lapokba: Keszthely, Balaton, Rábavidék, Győri Közlöny, Népjog, Hon, Budapesti Hirlap (1884.) Ország-Világ (1886.) és Zalai Hirlap (1889.)

## Munkája
- Lélek naplója. Veszprém, 1886-88. Két kötet. (Ism. Nemzet 1886. 177. sz.)

## Álnevei és jegyei
Badacsonyi, Cz. K., – x. y. (Hon, Zala, Keszthely, Budapesti Hirlap 1875-85.)